# 菅沼忠久
菅沼 忠久（すがぬま ただひさ、生年不詳 − 天正10年（1582年））は、戦国時代の三河国の武将。都田菅沼氏3代目で、菅沼元景の子。通称は次郎右衛門。井伊谷三人衆の一人。

## 生涯
『寛政重修諸家譜』（以下『寛政譜』）によれば、菅沼元景の子。元景ははじめ同族の長篠城主・菅沼元貞に仕えたが、のちに井伊谷の井伊直親の家臣となったという。忠久もはじめ今川家に仕え、のち井伊直親に属したとある。
永禄11年（1568年）、遠江への侵攻を画策する徳川家康に加担する同族の野田菅沼定盈から今川離反の誘いを受けると承諾。忠久がさらに鈴木重時や近藤康用も誘った（後にこの3人が井伊谷三人衆と呼ばれた）。12月12日、井伊谷三人衆は遠江国井伊谷・高園・高梨・気賀などで知行地を宛行う約束が、また菅沼定盈からは吉田郷の一部を譲る約束がなされた。のち、中宇利小幡において徳川家康に拝謁した。
同年12月から行われた家康による遠江進攻では先導を命じられ、井伊谷城・刑部城などを攻め落とした。越年後の永禄12年（1569年）3月には、大沢基胤の籠る堀江城攻撃に参戦した。

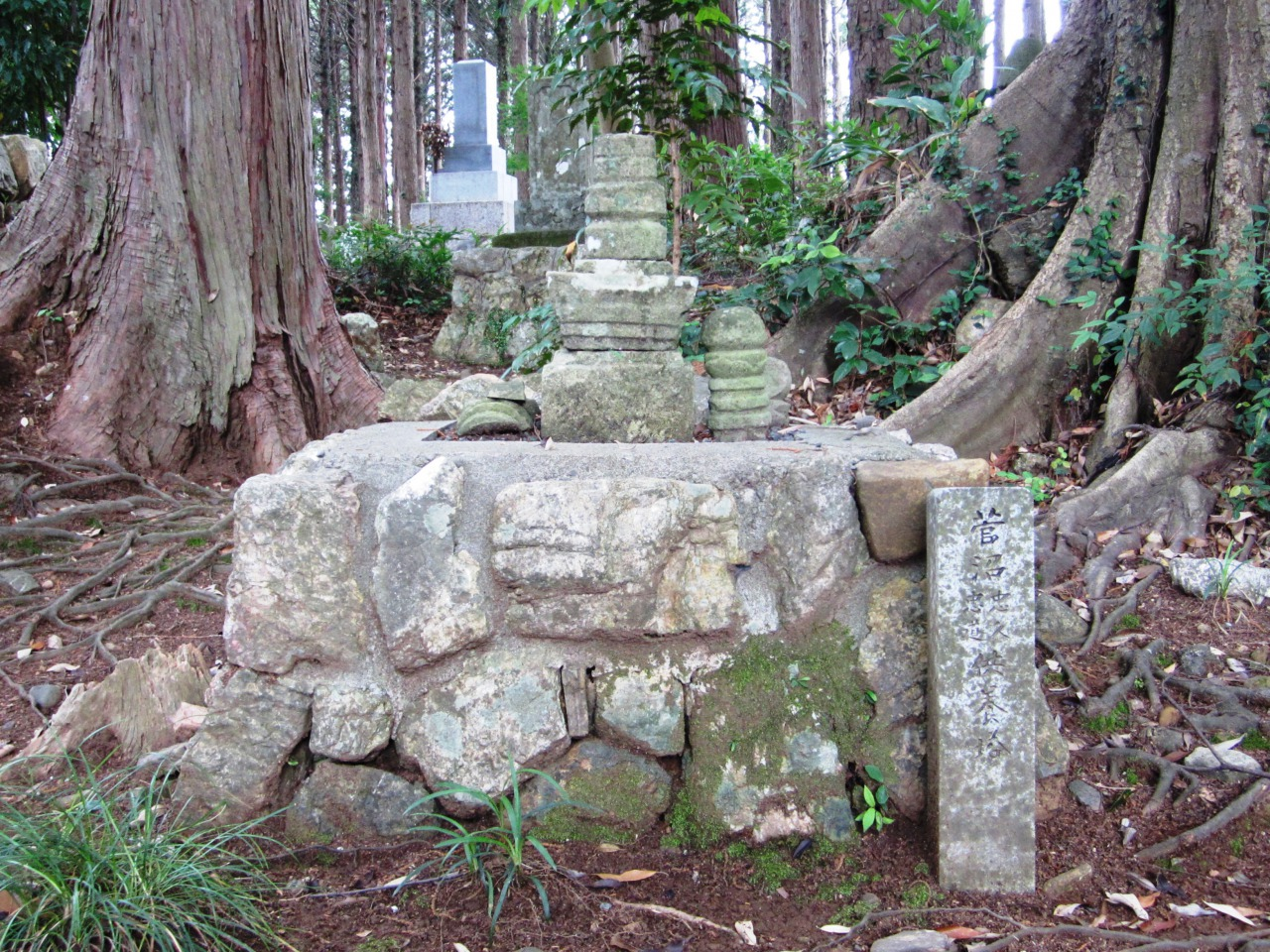
菅沼忠久・忠道供養塔（静岡県浜松市北区引佐町龍潭寺）

のちに井伊直政に付けられた。『寛政譜』本文よれば天正10年（1582年）死去。ただし、『寛政譜』編纂時に菅沼家から提出された資料によれば文禄4年11月18日没という。遺骸は遠州の龍潭寺に葬られた。
子の菅沼忠道が家督と次郎右衛門の通称を継いだ。

## 系譜・親族
- 父：菅沼元景
- 長男：菅沼忠道
- 女子 - 永見勝定の妻
- 女子 - 永野十郎左衛門某（井伊掃部頭の家臣）の妻

### 系譜の混乱
菅沼家の系図には混乱がある。『寛永諸家系図伝』では、菅沼定則（三河野田城主）の子として「菅沼次郎右衛門」を掲げている。また別の系図（紀伊家附属家臣譜）では、菅沼忠久は実は「定俊」あるいは「定則」の子としているという。
のちに当道座の惣検校を務めた土屋円都（土屋昌遠の子）は、母方の叔父である菅沼忠久を頼って成長したという。ただし『寛政譜』では昌遠の妻は菅沼定則の娘とされている。『寛政譜』の菅沼定則の項目・菅沼元景（忠久の父）の項目にはいずれも、土屋昌遠の妻になった娘を記していない。

### 弟：菅沼定重
『寛政譜』によれば、忠久の弟に菅沼定重（新右衛門）がいる。定重の長男・菅沼重吉（作左衛門）は、はじめ井伊直政に仕えたが、大坂の陣の際には菅沼定芳（菅沼定盈の子）の陣で戦った。二男・長栄は出家し、三河岩本院（鳳来寺）の円栄の弟子となった。

## 関連作品
テレビドラマ
- おんな城主 直虎（2017年、NHK大河ドラマ、演：阪田マサノブ）